# 姜大明
姜大明（1953年3月1日—），山东荣成人，中共中央党校研究生学历，中华人民共和国政治人物。曾任山东省省长，国土资源部部长，兼任国家土地总督察，全国政协人口资源环境委员会副主任。中共十五大代表，第十六届中共中央候补委员，第十七届、第十八届中共中央委员；第九届全国政协委员。

## 生平

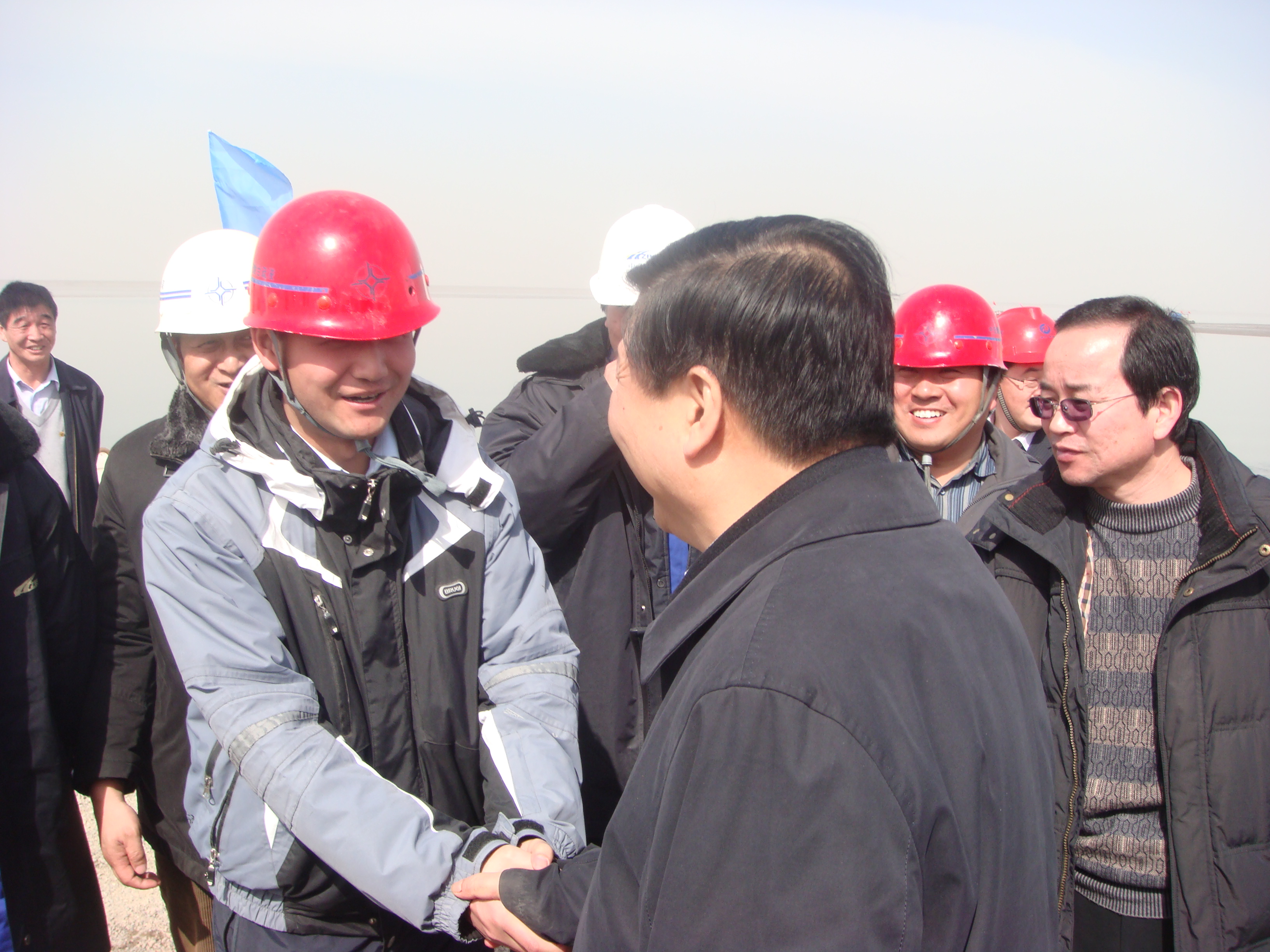
2010年时任山东省省长姜大明视察防护堤建设。

1969年，16岁的姜大明作为知青下放黑龙江生产建设兵团劳动。1969年9月至1975年4月历任黑龙江生产建设兵团战士、班长、副排长、团政治处新闻报道员。1975年4月至1977年3月任黑龙江生产建设兵团团政治处书记，其间于1976年12月加入中国共产党。1977年3月至1978年3月任黑龙江国营锦河农场办公室秘书。1978年3月进入黑龙江大学哲学系学习，任党支部副书记。1982年1月毕业后进入中国共产主义青年团中央组织部工作，历任干事，组织处副处长、处长，组织部副部长。1990年6月出任团中央组织部部长，1991年12月升任团中央常委。1993年5月，姜大明出任共青团中央书记处书记，并于1998年2月当选全国青联副主席。
1998年7月，姜大明调往山东省工作，任山东省委常委、组织部部长；2000年12月升任山东省委副书记兼组织部部长；2004年1月，姜大明调任济南市委书记。2007年6月13日，姜大明被任命为山东省副省長、代省长，2008年1月26日在山东省第十一届人民代表大会第一次会议正式当选山东省省长，主要负责财政、税务、审计方面的工作。
2013年3月16日，十二届全国人大一次会议举行第六次全体会议。根据国务院总理李克强提名，会议经过投票表决，决定姜大明为国土资源部部长。2013年3月29日，山东省人大常委会同意姜大明辞去省长职务的请求。
2018年1月，当选第十三届全国政协委员、人口资源环境委员会副主任。2023年3月，卸任政协职务。